# Sister (film)
Sister (L'enfant d'en haut) è un film del 2012 diretto da Ursula Meier e con protagonisti Kacey Mottet Klein e Léa Seydoux. Il film è stato distribuito nelle sale italiane l'11 maggio 2012. Il film ha gareggiato al Festival di Berlino del 2012, dove ha ottenuto una menzione speciale per l'Orso d'argento.

## Trama
Il dodicenne Simon e sua sorella maggiore Louise vivono in Svizzera nelle case popolari del cantone Vallese, sulle Alpi. Simon mantiene entrambi rubando l'attrezzatura sportiva ai ricchi sciatori in vacanza per poi rivenderla. Simon sembra così riuscire a legare a sé la sorella inaffidabile e sempre pronta a trascurarlo per l'uomo di turno, ma proprio davanti a uno di questi il bambino farà la rivelazione capace di sconvolgere ulteriormente il debole equilibrio familiare e di spezzare la trama del film in due.
Si scopre infatti che Louise è in realtà la madre del ragazzino e che tutta la sua insofferenza nell'essere madre non viene celata a Simon, costretto ad accontentarsi di un amore fraterno da parte di una mamma che si fa chiamare "sister". Tuttavia nella solitudine più disperata di questa valle, Simon e Louise, pur faticando a trovare un punto di contatto, non possono fare a meno uno dell'altra, come è evidente dallo sguardo che i due, cercandosi, si scambiano dalle cabine della funivia che vanno in direzioni opposte nella scena finale.